# La Sorcière (roman)
Pour les articles homonymes, voir La Sorcière.
La Sorcière (titre original : Häxan) est un roman policier de Camilla Läckberg, publié en Suède en 2017 puis paru en français aux éditions Actes Sud dans la collection Actes noirs la même année. Le roman s'inspire de l'exécution pour sorcellerie d'Elin Jonsdotter à Fjällbacka en Suède en 1672,,,.

## Résumé
Le roman est le dixième dans la série de Fjällbacka, et inclut une chronique romancée intégrée en parallèle de l'intrigue principale de la vie de Elin Jonsdotter, exécutée à Fjällbacka en Suède en 1672,,.
Nea, une fillette de 4 ans, a disparu de la ferme isolée où elle habitait avec ses parents. Elle est retrouvée morte dans la forêt, sous un tronc d'arbre, à l'endroit précis où la petite Stella, même âge, qui habitait la même ferme, a été retrouvée assassinée trente ans plus tôt. À l'époque, Marie et Helen, deux adolescentes avaient été condamnées pour le meurtre. A présent mariée à un militaire psychopathe et autoritaire, Helen vit, près de la ferme, dans l'ombre des crimes passés. La magnifique Marie, de son côté, est devenue une star de cinéma à Hollywood et pour la première fois depuis 30 ans, elle revient à Fjällbacka pour le tournage de son prochain film. Cette coïncidence et les similitudes entre les deux affaires sont trop importantes pour que les policiers puissent les ignorer. Avec l'équipe du commissariat de Tanumshede, Patrik mène l'enquête, tandis qu'Erica prépare un livre sur l'affaire Stella. Une découverte la trouble : juste avant son suicide, le policier responsable de l’enquête à l’époque s’était mis à douter de la culpabilité des deux adolescentes,. 